# Treplin
Treplin település Németországban, azon belül Brandenburgban. Lakosainak száma 362 fő (2023. december 31.). Treplin Lebus és Zeschdorf községekkel határos.

## Népesség
A település népességének változása:
| Lakosok száma | 360  | 363  | 359  | 364  | 362  |
|               | 2017 | 2019 | 2021 | 2022 | 2023 |